# Onkovirus
Als Onkoviren (singular: Onkovirus), onkogene Viren oder Tumorviren bezeichnet man allgemein tumorauslösende („krebsauslösende“) Viren. Früher wurde auch eine bestimmte Untergruppe der Retroviren so bezeichnet. Diese Einteilung der Retroviren ist jedoch veraltet.
Die Bezeichnung der Viren weist auf ihre Eigenschaft hin, tumorauslösend (onkogen) wirken zu können.
Zu den menschlichen Onkoviren im weiteren Sinne zählen (Speziesnamen nach ICTV):
- Epstein-Barr-Virus (EBV, Humanes Herpesvirus 4, HHV-4; Spezies Lymphocryptovirus humangamma4)
- Hepatitis-B-Virus (HBV; Spezies Orthohepadnavirus hominoidei)
- Hepatitis-C-Virus (HCV; Spezies Hepacivirus hominis)
- Humanes Herpesvirus 5 (HHV-5, Humanes Cytomegalievirus; Spezies Cytomegalovirus humanbeta5)
- Humanes Herpesvirus 8 (HHV-8, Kaposi-Sarkom-Herpesvirus, KSHV; Spezies Rhadinovirus humangamma8)
- Humane Papillomviren (HPV, insbesondere HPV-16 und HPV-18; Spezies Alphapapillomavirus 9 respektive Gammapapillomavirus 10)
- Humanes T-lymphotropes Virus 1 (HTLV-1, alias Primate T-lymphotropic virus 1, PTLV1; Spezies Deltaretrovirus priTlym1)
- Humanes Polyomavirus 1 (HPyV-1, BK-Virus, BKV; Spezies Betapolyomavirus hominis)
- Humanes Polyomavirus 2 (HPyV-2, JC-Virus, JCV: Spezies Betapolyomavirus secuhominis)
- Humanes Polyomavirus 5 (HPyV-5, Merkelzell-Polyomavirus, MCV oder MCPyV; Spezies Alphapolyomavirus quintihominis)
- das Simian-Virus 40 (SV40; Spezies Betapolyomavirus macacae), eine Zoonose
- einzelne Adenoviren in nicht-natürlichen Wirtstierarten, nicht jedoch im Menschen.

Zusammen sind diese Onkoviren weltweit für 10 bis 15 Prozent aller Krebserkrankungen des Menschen verantwortlich, nach Schätzung der amerikanischen Krebsgesellschaft sogar für rund 17 Prozent der Krebsfälle.